# NYC Mesh
A NYC Mesh é uma organização sem fins lucrativos (ONG) e uma rede comunitária sem fio gratuita e de livre acesso de serviços de internet estadunidense fundada em 2014, originalmente baseada no protocolo Cjdns, é formada por roteadores descentralizados que estão interconectados e um grupo de entusiastas trabalhando para expandir o projeto como uma rede comunitária sem fios e de livre acesso na cidade norte-americana de Nova Iorque e arredores. Esta rede não é um provedor de serviços de Internet (ISP), embora conecte-se à internet e ofereça acesso à esta como um dos serviços aos membros. A rede inclui mais de 1 200 pontos de membros ativos (nós) nos cinco distritos da cidade norte-americana de Nova Iorque, com concentrações de utilizadores no baixo Manhattan e em Brooklyn.

## Regras
O objetivo da NYC Mesh é construir uma rede digital descentralizada e em larga escala, de propriedade daqueles que a administram, que eventualmente cobrirá toda a cidade de Nova Iorque e áreas urbanas vizinhas.
A participação no projeto é regida pela sua Licença Network Commons. Este acordo, parcialmente modelado em uma licença semelhante em uso na rede comunitária espanhola Guifi.net, lista quatro princípios principais:
- Os participantes são livres para usar a rede para qualquer propósito que não limite a liberdade de outros de fazer o mesmo,
- Os participantes são livres para saber como a rede e os seus componentes funcionam,
- Os participantes são livres para oferecer e aceitar serviços na rede nos seus próprios termos e
- Ao aderir à rede gratuita, os participantes concordam em estender a rede a outros nas mesmas condições.

Outros projetos semelhantes incluem a rede comunitária Freifunk na Alemanha, Ninux na Itália, Sarantaporo.gr na Grécia, People's Open Network em Oakland, CA, Philly Community Wireless na Filadélfia, PA, Seattle Community Network em Seattle, WA, e Red Hook Wi-Fi no Brooklyn, NY.

## Tecnologia
Como muitas outras redes gratuitas conduzidas pela comunidade, o NYC Mesh usa tecnologia mesh para facilitar a robustez e a resiliência. A NYC Mesh usava anteriormente BGP para roteamento dentro da rede, embora isso tenha sido considerado muito estático, então a rede foi alterada para usar roteamento OSPF.
A rede depende de uma variedade de links sem fios para conectar nós individuais e secções maiores da rede. A maioria dos nós usa uma antena direcional de longo alcance para uplink para um hub, juntamente com uma antena omnidirecional de curto alcance que fornece conexões para outros nós próximos. Esta antena omnidirecional também inclui um roteador e um switch de rede de 5 portas.
Do telhado, os cabos são levados até cada apartamento, que conta com Wi-Fi a partir de um ponto de acesso Wi-Fi interno. Cada nó pode suportar até 4 apartamentos por si só, mas pode ser atualizado para suportar mais com equipamento adicional.

## História
A NYC meshnet foi fundada em 2014, originalmente baseada no protocolo Cjdns. Neste mesmo ano, um novo site NYC Mesh foi lançado e as primeiras antenas foram instaladas usando firmware da Guifi. 
No ano seguinte, a NYC Mesh recebeu uma bolsa da ISOC-NY, o capítulo de Nova Iorque da organização Internet Society. Em 2020, a NYC Mesh foi incorporada como uma organização sem fins lucrativos 501(c)(3).
A NYC Mesh conecta-se à Internet por meio do ponto de troca de internet (IXP) DE-CIX no seu primeiro super nó, Sabey Data Centers na 375 Pearl Street, fazendo peering com empresas como Akamai, Apple, Google e, Hurricane Electric. Mais tarde, outro supernó foi aberto no telhado do datacenter DataVerge (antigo ColoGuard) em Industry City, Brooklyn.
O projeto recebeu um aumento de membros devido à votação da Comissão Federal de Comunicações dos EUA em dezembro de 2017 para revogar as regras de neutralidade da rede de 2015. Coincidindo com esta decisão, o número médio de pedidos de inscrição de membros por mês aumentou de cerca de 20 para mais de 400.